# Ваня Изова-Велева
Ваня Изова-Велева (на македонска литературна норма: Вања Изова-Велева) е северномакедонска поетеса и писателка, авторка на проза.

## Биография
Родена е на 4 септември 1972 година в град Струмица, тогава в комунистическа Югославия, днес Северна Македония. Завършва Скопския университет. В 1995 година става членка на Дружеството на писателите на Македония. Авторка е на поезия, текстове на песни и проза. Нейна поезия е издадена в много списания в Северна Македония и чужбина. Носителка е на редица награди, сред които първа награда на „Празника на липите“, трета награда от „Международното дружество за поезия“ (2005), втора награда на „25-тите Караманови срещи“, както и на общинска награда „Свети петнаесет тивериополски свещеномъченици“ в Струмица за цялостен принос в областта на културата и образованието в 2015 година.
Членка е на Международното дружество на поети, а в периодите 2000 - 2002 и 2002 - 2004 година е членка и на пресседателството на Дружеството на писателите на Македония. Ваня Изова-Велева е членка на жури-комисията за наградата „Ацо Шопов“ в 2006 и 2008 година и на жури-комисията за наградата „Ацо Караманов“.

## Награди
- Първа награда на „Празника на липите“
- Трета награда от „Международното дружество за поезия“, 2005 година
- Награда в книгата „Гарави сокак“ на Деветнадесетата международна среща на поети в 2008 година
- Втора награда на „25-тите Караманови срещи“
- Общинска награда „Свети петнаесет тивериополски свещеномъченици“ в Струмица за цялостен принос в областта на културата и образованието в 2015 година[1][2]